# 不可杀人

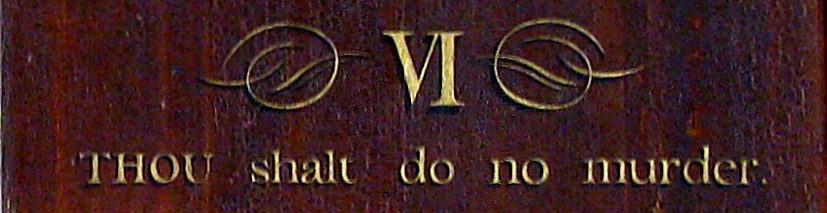
第六誡的文字，翻譯自《公禱書》（1549年），此圖來自倫敦聖殿教堂靠近法院的祭壇屏風。

不可殺人（或譯為「不可謀殺」、「不可殺害」）是希伯來聖經《妥拉》中十誡之一的道德命令。
這條誡命的重點在於禁止「非法殺人」，導致所謂的流血罪責。

## 希伯來聖經

### רָצַח（Retzach）
此誡命可視為規範人際關係的法律條文，與前四條誡命著重於人對上帝的責任不同，後六條則是關於人與人之間的倫理規範。
它也可以被理解為出於對上帝形象的尊重：創世記 4:10–11「你兄弟的血，有聲音從地裡向我哀告。地開了口，從你手裡接受你兄弟的血，現在你必從這地受咒詛。」
創世記也描繪了上帝與挪亞立約時對流無辜人血的禁令：
律法書將謀殺視為死罪，並闡明了其道德判準與法律後果的細節：例如，受害者的近親（即報血仇者）有權復仇；但嫌疑人可逃往逃城避難。此報仇的權利於當時的大祭司去世後自動終止。
另一個表達「殺害」的希伯來語動詞是“הרג”（harag），例如該隱殺害亞伯時使用。聖經譯本《七十士譯本》與《武加大譯本》也使用此詞，並非所有猶太學者對這些詞的使用一致。
Wilma Ann Bailey 的研究則認為“retzach”可有更廣泛的應用。

### 合法殺人：罪有應得
希伯來聖經區分「流無辜人血」與因犯罪而處死的合法殺害。以下罪行可判處死刑，包括謀殺、亂倫、偽證、姦淫、拜偶像、獸交、獻子祭、詛咒父母、巫術、同性行為等。
例如，以色列人鑄造金牛犢拜偶像後，摩西命令利未人殺死三千人作為懲罰。 又如，有人因褻瀆耶和華之名而被用石頭打死。
其他例子包括亞干因私藏戰利品而被約書亞處死、 大衛命令處決聲稱殺死掃羅的亞瑪力人、所羅門照父命令處死約押等。
《利未記》總結此類處決方式為「他們的血必歸到自己頭上」，表示罪人自招流血罪，執行者無須擔負責任。

### 合法殺人：戰爭中的殺戮
古希伯來文獻中，戰爭中的殺人與謀殺區分明確。拉比馬克·蓋爾曼指出「harag」與「retzach」在道德意涵上有別，「在戰爭中殺死敵軍士兵，多數人視為正當行為」。
例如大衛的勇士之一用槍殺八百人、亞比篩殺三百人也被讚揚。
對於住在應許之地的外邦人，《申命記》20:10–18指示要全部滅絕；而對於外地之城，若投降可存活，否則男性滅絕、婦孺可留。

### 合法殺人：夜間防衛
根據妥拉記載，夜間家中遭賊人入侵時，主人若將其打死不構成流血罪：「若是日出以後殺了他，就是有罪的。」

## 猶太教教義
拉比猶太教極度重視無辜人血的流失，並將謀殺列為三大「應受殺害而不可違犯」（, yehareg ve'al ya'avor）的罪行之一（另兩項為拜偶像與性不道德）。 猶太教律法列出了613條誡命（Mitzvot），其中包含禁止謀殺以及多項有關維護生命與公正審判的誡命。

482. 不可謀殺（出埃及記 20:13：「不可殺人。」）

483. 不可為謀殺者接受贖命金（民數記 35:31：「不可為那當死的人的命受贖價；他必被治死。」）

484. 意外殺人者應被流放（民數記 35:25：「會眾要救那誤殺人的脫離報血仇人的手，使他歸入逃城；他要住在那裡，直到受膏的大祭司死了。」）

485. 不得為其接受贖金（民數記 35:32：「他逃到自己的逃城，不可為他受贖價，使他在大祭司未死以先回到本地居住。」）

486. 在審判前不得處決謀殺者（民數記 35:12：「這些城可以作逃城，使誤殺人的逃到那裡，不至被報血仇的殺死，等他站在會眾面前聽審。」）

487. 應為救被追殺者而殺死追殺者（申命記 25:12：「你要砍斷婦人的手，不可顧惜她。」）

488. 不可憐憫追殺者（同民數記 35:12）

489. 不可袖手旁觀坐視生命喪失（利未記 19:16：「不可與民中往來搬弄是非，也不可與鄰舍為敵置他於死地。我是耶和華。」）

490. 為誤殺者設立逃城（申命記 19:3：「要將耶和華─你　神賜你為業之地分為三段，又要預備道路，使誤殺人的都可以逃到那裡去。」）

491. 若有兇殺案未破，須在河邊砍斷牛犢的頸（申命記 21:4：「要把牛犢牽到那從來沒有耕種撒種的山谷去，在谷中打折牛犢的頸。」）

492. 該河附近不得耕種播種（同申命記 21:4）

493. 不可因疏忽導致生命喪失（申命記 22:8：「你建造房屋，若在房上作欄杆，就不使流人血的罪歸於你家，免得有人從房上掉下來。」）

494. 建造屋頂時應設欄杆（同上）

495. 不可用惡意建議誤導他人（利未記 19:14：「不可咒罵聾子；在瞎子面前，不可放絆腳石；只要敬畏你的神。我是耶和華。」）

496. 應協助他人卸下無法承重的牲畜（出埃及記 23:5：「若看見恨你人的驢壓臥在重馱之下，不可走過去，務要幫助他抬卸重馱。」）

497. 應協助他人重新裝載牲畜（申命記 22:4：「若看見弟兄的驢或牛跌倒在路上，不可佯為不見，總要幫助他拉起來。」）

498. 不可在他困惑無助時棄之不顧（同上）
——出自邁蒙尼德《誡命書》
對於「過失殺人」這一較輕罪行，拉比權威納赫瑪尼德亦列出其為一條負面命令（不可為）。
在猶太教中，生命被視為神聖與極其寶貴的。塔木德援引創世記 9:6：「凡流人血的，他的血也必被人流，因為神造人是照自己的形像造的。」指出不論猶太人或外邦人，凡流無辜人血者皆當受死刑。猶太人需遵守613條誡命，而外邦人則只須遵守七條挪亞誡命，其中包含禁止謀殺與設立公正審判制度。
拉比Azriel Rosenfeld 博士總結如下：
第68章：謀殺與保護生命（Rotze'ach u-Shemiras Nefesh）

謀殺是被禁止的，如經上說：「不可殺人」（出埃及記 20:13，申命記 5:17）。

謀殺者必須被處死，如經上說：「他必報仇」（出埃及記 21:20，參利未記 24:17，利未記 24:21）。

不可為其接受贖金（民數記 35:31–33）；

審判前不可將其處死（民數記 35:12）；

若有試圖謀殺者，應即刻制止，必要時可將其殺死（申命記 25:12）；

對於強姦未遂，亦應同樣防止（申命記 22:26）；

若有能力救人卻不作為，是被禁止的，如經上說：「不可站在你鄰舍的血旁」（利未記 19:16）。——Rabbi Dr. Azriel Rosenfeld
塔木德中，創世記 9:5 被解釋為禁止自殺，而創世記 9:6則被視為反墮胎的依據。
根據《密西拿》記載，希列見到漂浮於水面之人頭骨時說：「你既使人溺斃，自己也被人溺斃；將來使你溺斃者也將被溺斃。」
拉比塔爾豐與拉比阿基瓦曾說：「若我們是大公會（Sanhedrin）成員，就從未會有人被處死。」
保守派拉比路易·金茲堡指出，因謀殺而早逝之人，其靈魂將滯留於陰間外圍，直到原本命定之年數過完為止。

## 新約教義
《新約聖經》明確指出謀殺是嚴重的道德罪惡， 並延續舊約對流血罪責的觀念。
耶穌不僅重申「不可殺人」的誡命， 且進一步指出：殺人及其他罪惡是從人心發出的。
因為從心裡發出惡念、兇殺、姦淫、淫亂、偷盜、妄證、謗讟。——馬太福音 15:19
《新約》承認世俗政府在維護正義與懲治作惡者的正當角色， 甚至可行使「佩劍」的權力。
一位與耶穌同釘十字架的罪犯指出自己罪有應得，而耶穌是無辜之人。 當耶穌在彼拉多面前受審時，無論彼拉多 還是群眾 都承認了「流無辜人血」的罪責原則。
保羅使徒以「軍人」的形象來鼓勵信徒穿戴「神所賜的全副軍裝」。 羅馬百夫長哥尼流則被描繪為一位義人且敬畏神的人。
耶穌曾讚揚另一位百夫長的信心，稱其信心大過以色列中的任何人。
當施洗約翰在約旦河傳講悔改與施洗時，士兵前來詢問應當如何行。約翰並未要求他們放棄軍人身份，而是教導他們應該滿足於薪資，不可敲詐勒索。
又有兵丁問他說：「我們該作什麼呢？」約翰說：「不要以強暴待人，也不要訛詐人，自己有銀子養活就當知足。」——路加福音 3:14
耶穌曾囑咐門徒買刀，並非鼓勵暴力，而是為應驗《以賽亞書》第53章的預言：「如今有錢囊的可以帶著，有口袋的也可以帶著；沒有刀的，要賣衣服買刀。」
當彼得在客西馬尼用刀砍掉大祭司僕人耳朵時，耶穌立即加以制止。
耶穌對他說：「收刀入鞘吧！凡動刀的，必死在刀下。你想我不能求我父，現在為我差遣十二營多天使來嗎？」——馬太福音 26:52–53

## 天主教教義
這條誡命要求尊重人的生命，更準確的翻譯為「不可謀殺」。在特定情況下，天主教認為殺人可能是可以被道德允許的。 所有關於第五誡命的教導都建立於「生命的神聖性」這一原則之上，並常與「生命品質」的概念對比。
天主教會積極參與關於墮胎、死刑與安樂死的社會討論，並呼籲信徒支持被認為是「支持生命」的法律與政治人物。
根據《特利騰公會議教理》：
主自己對這條誡命的解釋指出其雙重義務：禁止殺人，以及命令人們懷有慈愛、和睦與寬容之心，甚至對待仇敵也應如此，並勸誡信徒忍受來自不公侵犯的一切痛苦。

### 墮胎
根據《天主教教理》：
人的生命是神聖的，因為自開始時就參與了天主的創造行動，並與創造主保持特別關係。天主從始至終是生命的主宰，任何人皆無權在任何情況下有意地毀滅一個無辜人的生命…… 故意殺害無辜者，嚴重違反人的尊嚴、黃金法則及造物主的聖性。這條禁止的律法是普世性的，對每個人、在任何地方與時間皆具約束力…… 第五誡命禁止蓄意和有意圖的殺害，因其為重罪。兇手以及協助殺人的人，都犯了「向天呼冤」的罪。
《教理》指出：墮胎是一項嚴重的道德惡行，因為它奪去無辜的生命。人自受孕之始即應受到絕對尊重與保護。「從他生命開始的那一刻起，人就應被承認為一個具有人格權利的個體——其中最基本的，就是不可侵犯的生命權。」

### 死刑
在天主教倫理中，正當防衛可被視為合理，即使導致對侵略者致命的反擊也不構成道德上的罪。惟應避免使用超出必要的武力。教會強調保護無辜生命才是正義行動的本意，若施加傷害或死亡乃是為了阻止即將發生的惡，則不構成蓄意殺害。
在某些情況下，保護他人甚至成為一項「嚴肅的義務」。《教理》亦指出，合法的公權力有權使用武力保衛社會共同體。
儘管過去天主教未完全排除死刑選項，但在2018年8月，教義部經教宗方濟各批准，修改《教理》第2267條，明確聲明死刑「始終不可接受」。
過去，在公平審判後，由合法權威執行死刑，曾被視為懲治重大罪行的手段，也被認為是保障公益的最後手段。
然而，當今社會日益認識到，即使在犯下重罪後，人的尊嚴仍不應被剝奪。此外，現代的刑罰制度已足以保護社會，並保留罪犯悔改的可能性。
2016年2月，教宗方濟各在慈悲禧年期間呼籲暫停執行死刑，指出現代已有足夠的方式來有效制裁罪犯，而不必剝奪其悔改與重新生活的機會。

### 自殺、安樂死與健康
天主教教義嚴格禁止安樂死與自殺，視其為違反「不可殺人」誡命的行為。 教會認為生命與健康是天主所賜的寶貴恩賜，因此信徒應避免暴飲暴食、濫用菸酒或藥物。若因酒醉或超速行駛而危及他人，亦被視為重大過失與道德罪責。
非出於治療目的的毒品使用，被視為嚴重罪行。隱秘製造與毒品交易亦構成「直接共謀於邪惡之中」。

### 戰爭與自衛

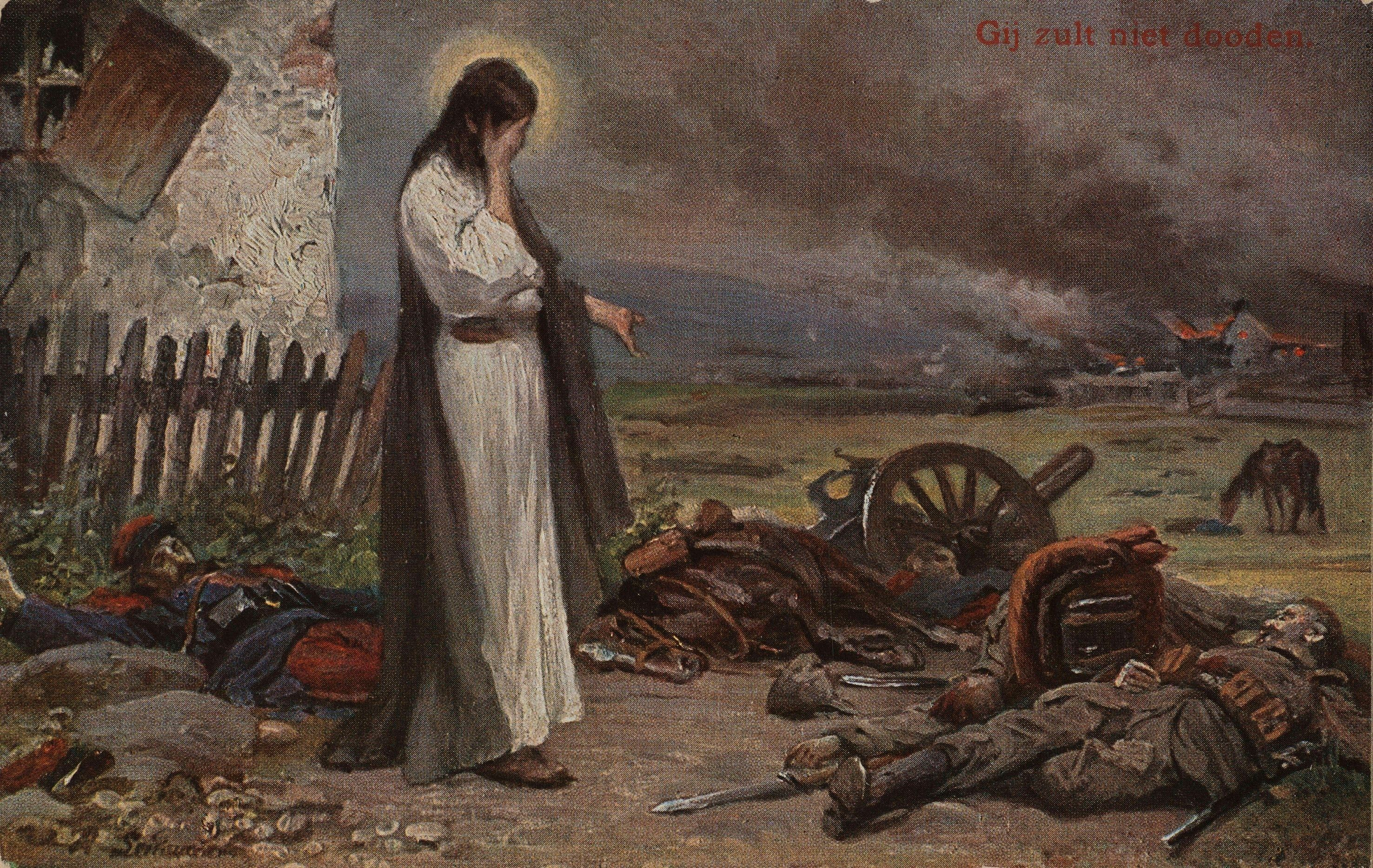
「不可殺人」——耶穌像哀悼戰場亡魂，攝於第一次世界大戰

《天主教教理》勸導信徒為避免戰爭而祈禱。所有國民與政府皆有責任促進和平。然而，教會也承認在所有和平手段失敗後，政府有行使自衛的合法權利。
軍事自衛因其道德嚴重性，需接受嚴格的道德審核。《教理》中明確列出了「正義戰爭理論」的判斷標準：

- 攻擊者對國家或國際社群造成的損害，必須是持久、嚴重且確定的；

- 一切其他終止該行動的方式已被證明無效或不可行；

- 必須有成功的合理希望；

- 使用武力所造成的惡與混亂不得超過預欲消除的惡；

現代毀滅性武器的威力，在考量此條件時尤須謹慎。

## 新教教義

### 信義宗
馬丁·路德認為，第五誡命（不可殺人）出於對上帝的敬畏與愛，具有正面與負面兩面意涵：負面是指我們不可傷害鄰舍的身體；正面則是指我們應幫助他，在他病弱時照顧他。
不可殺人。（出埃及記20:13）

問：這是什麼意思？

答：我們應當敬畏並愛上帝，以致我們不傷害或傷害鄰舍的身體，反而在他一切身體需要上幫助他、作他的朋友。——馬丁·路德，《小問答教理》
在《大問答教理》中，路德更詳細解釋：上帝與政府並不受此誡命約束，因為上帝已將處罰惡人的權柄賦予政府。這條誡命是針對個人在與他人關係中的限制，而非針對掌握公權力的機構。
我們已說明屬靈與屬世的統治，也就是神權與父權的順從。接著我們學習如何與鄰舍相處。因此，這條誡命不約束上帝與政府，也不限制他們的殺人權力。因為上帝已將懲治惡人的職責，從父母轉交給政府。在摩西時代，父母有責任將犯罪子女帶來受審並判死。如今，這條命令是針對個人在其與他人的關係中所受的禁止，而非針對政府。——馬丁·路德，《大問答教理》
現今，澳洲路德會承認對戰爭的良心拒服兵役是合乎聖經的立場。該會表示：「教會接受，若有人堅信參與戰爭將違背上帝『不可殺人』的誡命，則他拒絕服兵役是合理的選擇。」

### 加爾文主義
在《基督教要義》中，約翰·加爾文指出此誡命的核心是每個人皆應看重他人的安全與生命。所有暴力、不義與傷害鄰舍身體的行為都被禁止。基督徒有義務盡力保護鄰舍的生命，警惕所有危害，並在危機中出手相助。
加爾文亦認為，此誡命亦適用於心中的仇恨與怒氣，因上帝察看人心。誡命禁止「殺人」不僅是指行動上的兇殺，更包括內心的惡意。手未行殺，心中若已恨人，在神看來就是殺人。
他引用《聖經》說：「凡恨弟兄的，就是殺人的」（約翰一書 3:15）；「凡向弟兄動怒的，難免受審判」（馬太福音 5:22）。
此誡命建立在雙重原則之上：人是上帝的形像，也是我們的骨肉。若要尊重上帝的形像，就當尊重人；若要不失去人性，就當珍惜自己同類。因此，要遠離謀殺之罪，不只是避免實際流血，也包括防止一切有意圖的傷害與惡念。若你不盡力保護鄰舍的生命，就是違法。若我們尚且如此保護肉體生命，更該重視靈魂的安全，因它在上帝眼中更為寶貴。——約翰·加爾文
馬太·亨利認為此誡命適用於保護自己與他人生命，不僅禁止謀殺，也包括任何傷害健康、生命與平安的行為。他將此誡命與上帝對挪亞所頒命令連結，認為其不禁止合法戰爭、自衛或政府的死刑權，而是禁止惡意與報復，或蓄意迫害無辜之人。
這是自然法之一，且在上帝對挪亞與其子孫的命令中被強化（見創世記9:5–6）。它不禁止合法戰爭、自衛或政府執法，而是禁止恨人（因「恨弟兄的就是殺人」），禁止個人報復與一切憤怒所引起的言語或行動傷害。耶穌也如此解釋此誡命（馬太福音 5:22）。此外，它更禁止迫害與謀害無辜。——馬太·亨利
許多現代加爾文主義者（如安德烈與瑪格達·特羅克梅、雅克·艾勒）都是和平主義者。
如今，保守派加爾文主義主流立場支持基督教和平主義。

### 聖公宗
1930年蘭柏會議第25號決議宣稱：「大會確認，戰爭作為解決國際爭端的方式，與我們主耶穌基督的教導與榜樣不相容。」
1948年、1958年與1968年的蘭柏會議再次重申此立場。 聖公會和平團契（Anglican Pacifist Fellowship）持續推動全球聖公會教區支持該和平立場。

## 延伸閱讀
- . . 由James Donovan翻译. Lucas Brothers. 1829.
- 《猶太研讀聖經》，猶太出版協會譯本，2004年，編輯：Adele Berlin、Marc Zvi Brettler、Michael Fishbane。牛津大學出版社。ISBN 0-19-529751-2
- 馬太·亨利，《聖經簡明註釋》，網上資源連結（2009年9月2日查閱）
- 《聖經》（英語標準譯本），Crossway出版社，2007年。ISBN 1-58134-379-5
- 《新耶路撒冷聖經》，1985年。在線聖經版本（2009年8月28日查閱）
- 《NIV研讀聖經》，Zondervan出版社，1995年，編者：Kenneth Barker 等。ISBN 0-310-92709-9
- 美國天主教會，《天主教教理》，2003年，Doubleday Religion 出版社。ISBN 0-385-50819-0 在線查閱（2009年9月1日查閱）
- Slater S.J., Thomas. . . Burns Oates & Washbourne Ltd. 1925.

## 外部連結
- 《塔納赫》（猶太聖經），猶太出版協會譯本，1917年）
- 關於《妥拉》《密西拿》《塔木德》的解釋
- 馬太·亨利《聖經簡明註釋》
- 約翰·衛斯理《聖經註釋》
- 約翰·加爾文《聖經註釋》與著作